# Viradouro (ort)
Viradouro är en ort i Brasilien.   Den ligger i kommunen Viradouro och delstaten São Paulo, i den sydöstra delen av landet, 600 km söder om huvudstaden Brasília. Viradouro ligger 540 meter över havet och antalet invånare är 17 172.
Terrängen runt Viradouro är platt. Närmaste större samhälle är Pitangueiras, 17,0 km sydost om Viradouro. 
Trakten runt Viradouro består till största delen av jordbruksmark. Runt Viradouro är det ganska tätbefolkat, med 96 invånare per kvadratkilometer.